# Dead Soul Men (album)
Dead Soul Men är det fjärde studioalbumet till det svenska progressiva metal-bandet Freak Kitchen. Albumet släpptes 2000 av det danska skivbolaget Thunderstruck Productions.

## Låtlista
1. "Silence!" – 3:28
2. "Gun God" – 4:33
3. "The Ugly Side of Me" – 4:26
4. "Everything Is Under Control" – 4:52
5. Get a Life" – 3:23
6. "The Sinking Planet" – 3:52
7. "Dead Soul Man" – 4:10
8. "I Refuse" – 4:19
9. "Black Spider Flag" – 3:48
10. "Supermodel Baby" – 3:48
11. "Slap Me in the Face" – 3:36
12. "Shithead" – 4:35

Text & musik: Mattias "IA" Eklundh (spår 1–7, 10, 12), Christian Grönlund (spår 8, 9, 11)

## Medverkande
Musiker (Freak Kitchen-medlemmar)
- Mattias "IA" Eklundh – sång, gitarr, percussion, keyboard
- Joakim Sjöberg – sång (spår 11), trummor
- Christian Grönlund – sång (spår 8), basgitarr

Produktion
- Mattias "IA" Eklundh – producent, ljudtekniker, ljudmix
- Hasse Asteberg, Roberto Laghi – ljudmix
- Torbjörn Samuelsson – mastering
- Christian Grönlund – omslagskonst
- Jerker Andersson, Mike Spritz – foto